# Sphecozone crinita
Sphecozone crinita là một loài nhện trong họ Linyphiidae. Loài này được phát hiện ở Ecuador.